# Charles Greywolf
Charles Greywolf, właśc. David Vogt (ur. 5 września 1975 w Berus) – niemiecki gitarzysta, producent muzyczny i inżynier dźwięku. Jeden z założycieli powermetalowej grupy Powerwolf.
Posiada studio nagraniowe o nazwie „Studio Greywolf”.
Jest w związku małżeńskim z wokalistką byłego zespołu Flowing Tears – Helen Vogt (obecnie wokalistka Lighthouse in Darkness).

## Życiorys
David Vogt dołączył do Red Aim jako basista pod pseudonimem „El Davide” w 2002 roku. W 2003 wraz z Benjaminem Bussem założył zespół Powerwolf. Pomimo braku pokrewieństwa, oboje przyjęli sceniczne nazwisko „Greywolf”. Krótko po tym dołączyła do nich reszta zespołu Red Aim. Dołączył do Flowing Tears w 2007.
Jako producent muzyczny pracował z takimi zespołami jak Autumnblaze, Demon Incarnate, Dying Gorgeous Lies, Gloryful, Godslave, Hammer King, Hatred, InfiNight, Kambrium, Lonewolf, Messenger, No Hope, Noctura, Powerwolf, The Last Supper, Tortuga, Turin Horse, Unchained i Vintundra.

## Dyskografia

### Red Aim
- Flesh For Fantasy (2002)
- Niagara (2003)

### Powerwolf
- Return in Bloodred  (2005)
- Lupus Dei  (2007)
- Bible of the Beast  (2009)
- Blood of the Saints  (2011)
- Preachers of the Night (2013)
- Blessed & Possessed (2015)
- The Sacrament of Sin (2018)

### Flowing Tears
- Thy Kingdom Gone  (2008)

### Heavatar
- All My Kingdoms (2013)

### Jako producent[1]
- Autumnblaze – Every Sun Is Fragile (2013)
- Demon Incarnate – Demon Incarnate (2015)
- Demon Incarnate – Darvaza (2016)
- Dying Gorgeous Lies – The Hunter and the Prey (2019)
- Gloryful – Ocean Blade (2014)
- Gloryful – End of the Night (2016)
- Godslave – Thrashed Volume III (2012)
- Hammer King – Kingdom of the Hammer King (2015)
- Hatred – War of Words (2015)
- Infinight – Like Puppets (2011)
- Kambrium – The Elders' Realm (2016)
- Lonewolf – The Fourth and Final Horseman (2013)
- Lonewolf – Cult of Steel (2014)
- Lonewolf – The Heathen Dawn (2016)
- Lonewolf – Raised on Metal (2017)
- Messenger – Captain's Loot (2015)
- Messenger – Starwolf - Pt. 2: Novastorm (2015)
- No Hope – Beware (2017)
- Noctura – Requiem (2016)
- Noctura – Als Dornröschen mich betrog (2018)
- Powerwolf – Blood of the Saints (2011)
- Powerwolf – Alive in the Night (2012)
- Powerwolf – Preachers of the Night (2013)
- Powerwolf – Blessed & Possessed (2015)
- Powerwolf – The Metal Mass – Live (2016)
- Powerwolf – Metallum Nostrum (2019)
- The Last Supper – Solstice (2013)
- Tortuga – Pirate's Bride (2015)
- Turin Horse – Prohodna (2019)
- Unchained – Code of Persistence (2011)
- Vintundra – Isländskasagor (2012)